# Гитлис, Иври
Иври Гитлис (полное имя Ицхак-Меир Гитлис, ивр. עברי גיטליס‎; 22 августа 1922, Хайфа — 24 декабря 2020, Париж) — израильский скрипач-виртуоз.

## Биография
Родился в еврейской семье, годом раньше перебравшейся в Палестину из Каменца-Подольского.  Учился в частном порядке у Миры Бен-Ами, ученицы Йожефа Сигети. По рекомендации Бронислава Губермана отправился для обучения в Париж, занимался у Марселя Шайи, затем у Джордже Энеску и Жака Тибо, окончил Парижскую консерваторию по классу Жюля Бушри; позднее совершенствовался под руководством Карла Флеша. В 1939 году перебрался в Англию, где провёл годы Второй мировой войны, дебютировал с Лондонским филармоническим оркестром и сделал первые записи для BBC. В 1951 году вернулся в Израиль. В 1951 году, по предложению своей учительницы Алисы Пашкус, он участвовал в Конкурсе имени Лонга и Тибо в Париже, где занял пятое место.
В 1950-х годах он переехал в Соединенные Штаты, где познакомился с Яшей Хейфецом. Там он совершил несколько гастролей под руководством Сола Юрока, Юджина Орманди и Джорджа Селла.
В 1955 году предпринял первое мировое турне. С конца 1960-х годов жил во Франции.
В 1990 году Гитлис получил звание Посла доброй воли ЮНЕСКО.
В 2016 году Иври Гитлис занял пост председателя жюри «IV Международного конкурса скрипачей и квартетов имени Леопольда Ауэра», который проходит в Санкт-Петербурге, Россия.
Гитлис умер 24 декабря 2020 года в Париже.

## Сотрудничество
Дружеские связи и совместные проекты объединяли Гитлиса с музыкантами разных стран и направлений. Бруно Мадерна посвятил ему пьесу, которая так и называется «Пьеса для Иври» (англ. Piece for Ivry; 1971). В 1968 году Гитлис принял участие в записи песни Йоко Оно «Whole Lotta Yoko» в рамках проекта «Рок-н-ролльный цирк Роллинг Стоунз», джемуя с Ленноном, Клэптоном и Ричардсом.

## Фильмография

### Художественные фильмы
- «L’Histoire d’Adèle» Ф. Трюффо
- «Les Enquêtes du commissaire Maigret»
- «Санса» (2003) Зигфрида, в роли музыканта Джозефа Клика

### Документальные фильмы
- «The Art of Violin» телеканала «PBS»
- «Ivry Gitlis, le violon sans frontières» канала «ARTE»

## Награды
- Командор ордена «За заслуги перед культурой»[рум.] в категории D «Исполнительское искусство» (2004 год, Румыния)[14].